# 弓月君
弓月君（生卒年不詳）是《日本書紀》中記載的古代從朝鮮半島遷居日本的人物。 在《日本書紀》中應神天皇相關內容中，寫到他率領大批人馬遷居日本。 以山城國葛野郡太秦為中心，在近畿地區建立了堅實的據點。

## 概要
據《日本書紀》記載，歸化的時間是在應神天皇十四年，弓月君從百濟來到日本，向天皇報告了自己的遭遇。 弓月君望帶領120府的百姓入籍，但因新羅的阻撓而無法實現，在葛城襲津彥的幫助下，弓月君率領的百姓被伽倻納入。 然而三年過去了，葛城襲津彥並沒有帶著弓月君的人回來。 因此，應神天皇十六年八月，為消除新羅阻撓的危險，讓弓月君的百姓前來日本，派遣了以平群木菟和的戸田宿禰為首的精銳。到伽倻並部署到新羅邊境。 對新羅的牽制成功，弓月君的群眾安全抵達。
據《新撰姓氏錄》記載，有“秦氏為秦始皇后裔”的記載，但這是因為秦氏借用了朝號以增加自己的權威。已成為公認的理論。 據《日本書紀》記載，弓月君率領百濟一百二十郡的百姓歸化。 遷居日本後，弓月君的人們從事蠶桑和絲綢織造，有傳說說因為絲織物像“皮膚”一樣柔軟和溫暖，因此給他們起了姓氏波多。